# Planetoida klasy E
Planetoida klasy E – typ planetoid, u których można stwierdzić występowanie minerału zwanego enstatytem. Jest to rzadki typ planetoid; przypominają one składem chemicznym meteoryty z grupy chondrytów enstatytowych.
Planetoidy klasy E mają wysokie albedo, którego wartość sięgać może 0,4 i więcej.